# CROSS (專輯)
《CROSS》是由日本樂團月之海所發行的第10張錄音專輯，於2019年12月18日發行。

## 概要
- 與前一張專輯相隔約2年。
- 製作階段與英國製作人Steve Lilywhite（英语：Steve Lilywhite）合作，為首次與樂團之外的製作者共同合作。
- 發行版本包括SLAVE限定版、初回限定版、普通版．以及在2019年終埼玉超級競技場（Saitama Super Arena）現場販售的限定版等共8種不同版本。
- 本作品為紀念樂團三十週年的一環發行，且為樂團首次獲得Billboard Japan前五名成績的作品。[2]

## 曲目
全作曲、作詞及編曲：LUNA SEA 
1. LUCA 
原曲：INORAN
2. PHILIA 
原曲：SUGIZO。線上遊戲『ETERNAL』主題曲。
3. Closer
原曲：J
4. THE BEYOND 
原曲：SUGIZO
機動戰士40周年PROJECT形象主題曲。在專輯發行之後，另以單曲的形式〈THE BEYOND GUNPLA 40th EDITION THE BEYOND X MS-06 ZAKU_II Ver.LUNA_SEA（日语：THE BEYOND GUNPLA 40th EDITION THE BEYOND X MS-06 ZAKU_II Ver.LUNA_SEA）〉搭配MS-06LS 薩克-II黑色版1/100模型組合限定發行[3]。
5. YOU'RE KNOCKING AT MY DOOR
原曲：INORAN
6. 宇宙之詩 ～higher and higher～（日语：宇宙の詩 〜Higher and Higher〜/悲壮美） 
原曲：SUGIZO
動畫版「機動戰士GUNDAM THE ORIGIN 前夜 紅色彗星」- 片頭主題曲，並以雙A面單曲方式發行。
7. anagram
原曲：RYUICHI、SUGIZO編曲
8. 悲壯美
原曲：SUGIZO。和宇宙之詩同時以雙A面單曲發行，作為「機動戰士GUNDAM THE ORIGIN 前夜 紅色彗星」- 第2部主題曲。
9. pulse
原曲：J
10. 靜寂
原曲：SUGIZO
11. so tender…
原曲：INORAN

## 附錄版本曲目

### 初回限定盤 A
- DVD

1. 宇宙の詩 ～Higher and Higher～ -Live Version-(Music Video)
2. 悲壮美(Music Video)

### 初回限定盤 B
- DISC 2(CD)

1. BEYOND THE TIME〜穿越莫比烏斯的宇宙〜（日语：BEYOND THE TIME (メビウスの宇宙を越えて)）
作詞 - 小室みつ子／作曲 - 小室哲哉／原唱：TM NETWORK／編曲・演奏 - LUNA SEA
電視版動畫「機動戰士GUNDAM THE ORIGIN 前夜 赤い彗星」第3部主題曲
2019年9月6日以網路限定單曲發行的CD版本。

- DISC 3(DVD)

1. 宇宙の詩 ～Higher and Higher～(Music Video リリック日本語Ver.)
2. 宇宙の詩 ～Higher and Higher～(Music Video リリック英語Ver.)

### SLAVE限定PREMIUM BOX A
- DISC 2(LIVE CD)

『LUNA SEA 30th Anniversary LIVE-Story of the ten thousand days-』(2019年5月31日＆6月1日)
附錄：豪華100頁攝影集、豪華海報
- LUNA SEA The 30th Anniversary SLAVE限定GIG at Zepp Tokyo STAFF PASS
- LUNA SEA CONCERT TOUR 1998 SHINING BRIGHTLY FINAL END OF PERIOD STAFF PASS

### SLAVE限定PREMIUM BOX B
- DISC 2(LIVE CD)

『LUNA SEA 30th Anniversary LIVE-Story of the ten thousand days-』
- DISC 3(DVD or Blu-ray)

『The 30th Anniversary FREE LIVE-DEAR SLAVES- 5.29 Zepp Tokyo』(2019年5月29日)
収錄内容與「SLAVE限定PREMIUM BOX A」相同。
附錄：豪華100頁攝影集、豪華海報
- LUNA SEA The 30th Anniversary SLAVE限定GIG at Zepp Tokyo

### 綺玉超級競技場 會場限定盤
- DISC 2(LIVE CD)

『LUNA SEA LUNATIC X'MAS 2018-Introduction to the 30th Anniversary-』(2018年12月22日＆23日)

以兩天的表演曲目中選出構成
1. MECHANICAL DANCE
2. IMITATION
3. IN MIND
4. Image
5. WALL
6. VAMPIRE'S TALK
7. SYMPTOM
8. ANUBIS
9. STEAL
10. LAMENTABLE
11. RECALL
12. Claustrophobia